# بردنواری
بُردنواری (به انگلیسی: Stripboard) نام عمومی یک نوع پرکاربرد از مواد نمونه‌اولیه‌سازی الکترونیکی برای بُردهای مداری است که با ۰٫۱ اینچ (۲٫۵۴ میلیمتر) از پیش‌ساخته‌شده مشخص می‌شود. شبکه منظم (مستطیل شکل) از سوراخ‌ها، با نوارهای موازی گسترده‌ای از روکش مسی که در یک جهت و در یک طرف روی یک بُرد کاغذ چسبانده‌شده عایق قرار دارند. معمولاً با نام محصول اصلی بُردوِرو نیز شناخته می‌شود که علامت تجاری شرکت بریتانیایی ورو تکنولوژیز و شرکت کانادایی پیکسل پرینت است. در اوایل دهه ۱۹۶۰ توسط دپارتمان الکترونیک مهندسی پرسون ورو (VPE) ایجاد و توسعه یافت. این ماده به عنوان یک ماده همه‌منظوره برای استفاده در ساخت مدارهای الکترونیکی معرفی شد - با بردهای مدار چاپی (PCB) طراحی‌شده-باهدف متفاوت است زیرا انواع مدارهای الکترونیکی ممکن است با استفاده از یک بُرد سیم‌کشی استاندارد ساخته شوند.

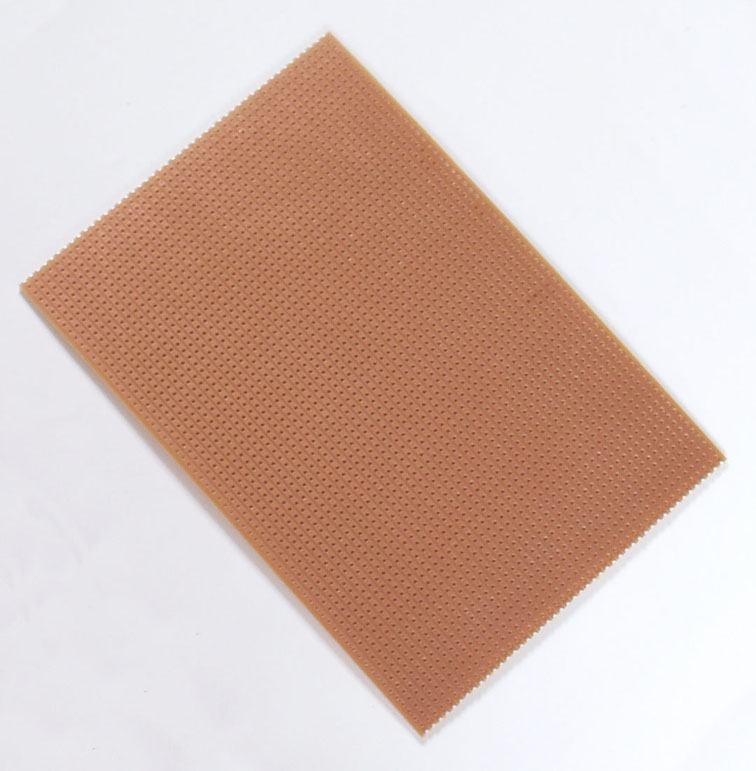
یک تکه بردنواری استفاده نشده

بردنواری برای قطعات نصب-سطحی طراحی نشده‌است، اگرچه می‌توان بسیاری از این قطعات را در کنار این مسیر نصب کرد، به خصوص اگر مسیرها با یک چاقو یا دیسک برش کوچک در یک ابزار گردنده بریده/شکل‌داده شوند.

## ابعاد برد
بردنواری در اندازه‌های مختلف موجود است. یک اندازه رایج (حداقل در بریتانیا) ۱۶۰ میلی‌متر در ۱۰۰ میلی‌متر است

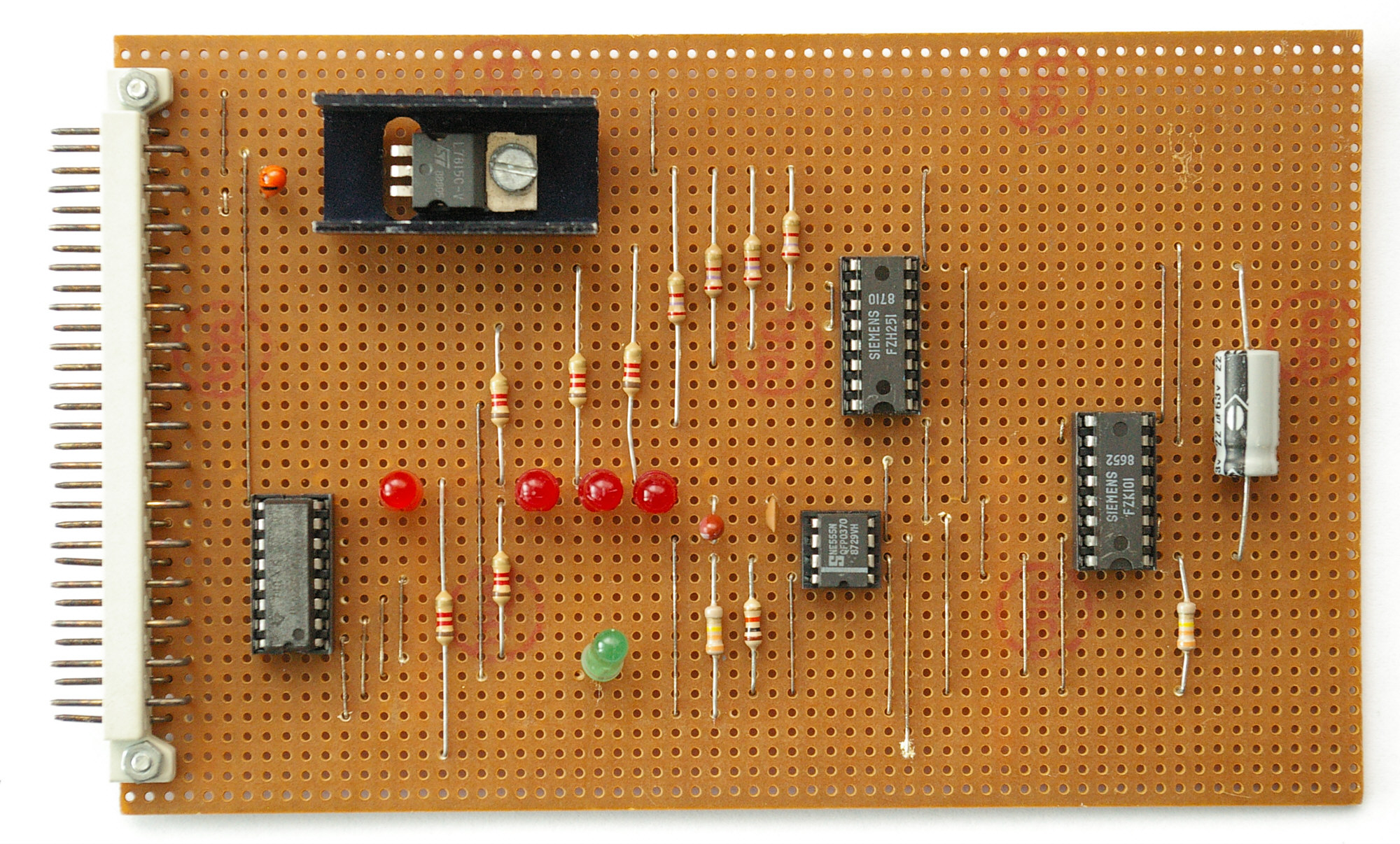
نمونه ای از بُردنواری انبوه‌شده

## مقایسه با سامانه‌های دیگر

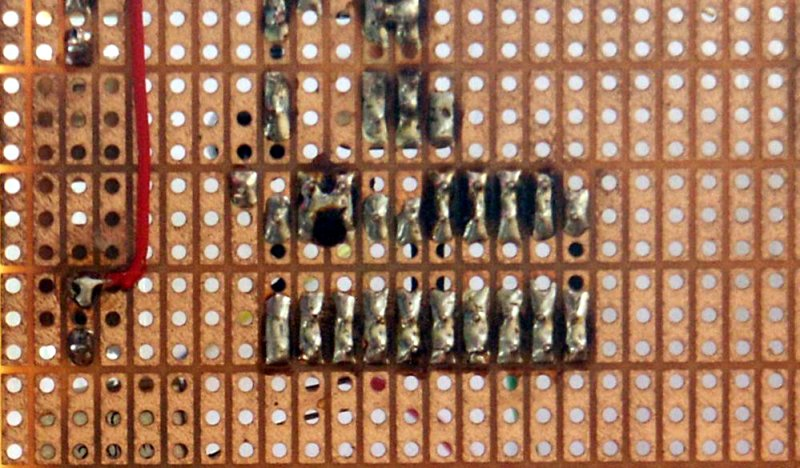
بردنواری سه‌پَدی دارای نوارهای مسی که به بخش‌های سه‌سوراخی تقسیم می‌شوند

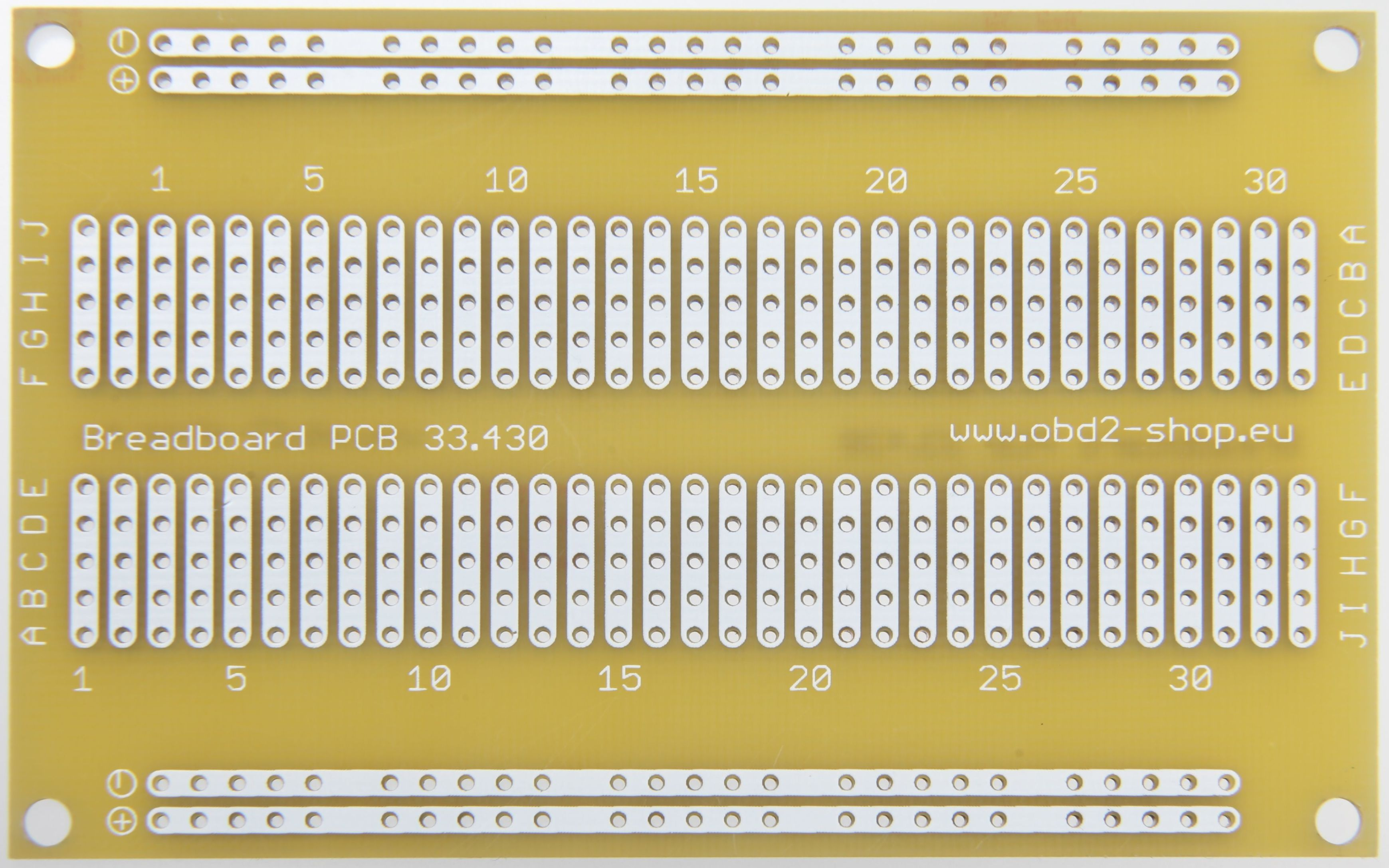
پی‌سی‌بی ۴۰۰ نقطه‌ای که معادل الکتریکی بردبرد بدون لحیم‌کاری است

برای نمونه‌اولیه‌سازی با چگالی بالا، به خصوص مدارهای دیجیتال، سیم گردپیچ سریعتر و قابل اعتمادتر از بردنواری برای کارکنان باتجربه است.